# Forces armées françaises déployées dans le monde
Pour les articles homonymes, voir OPEX (homonymie) et Forces armées (France).

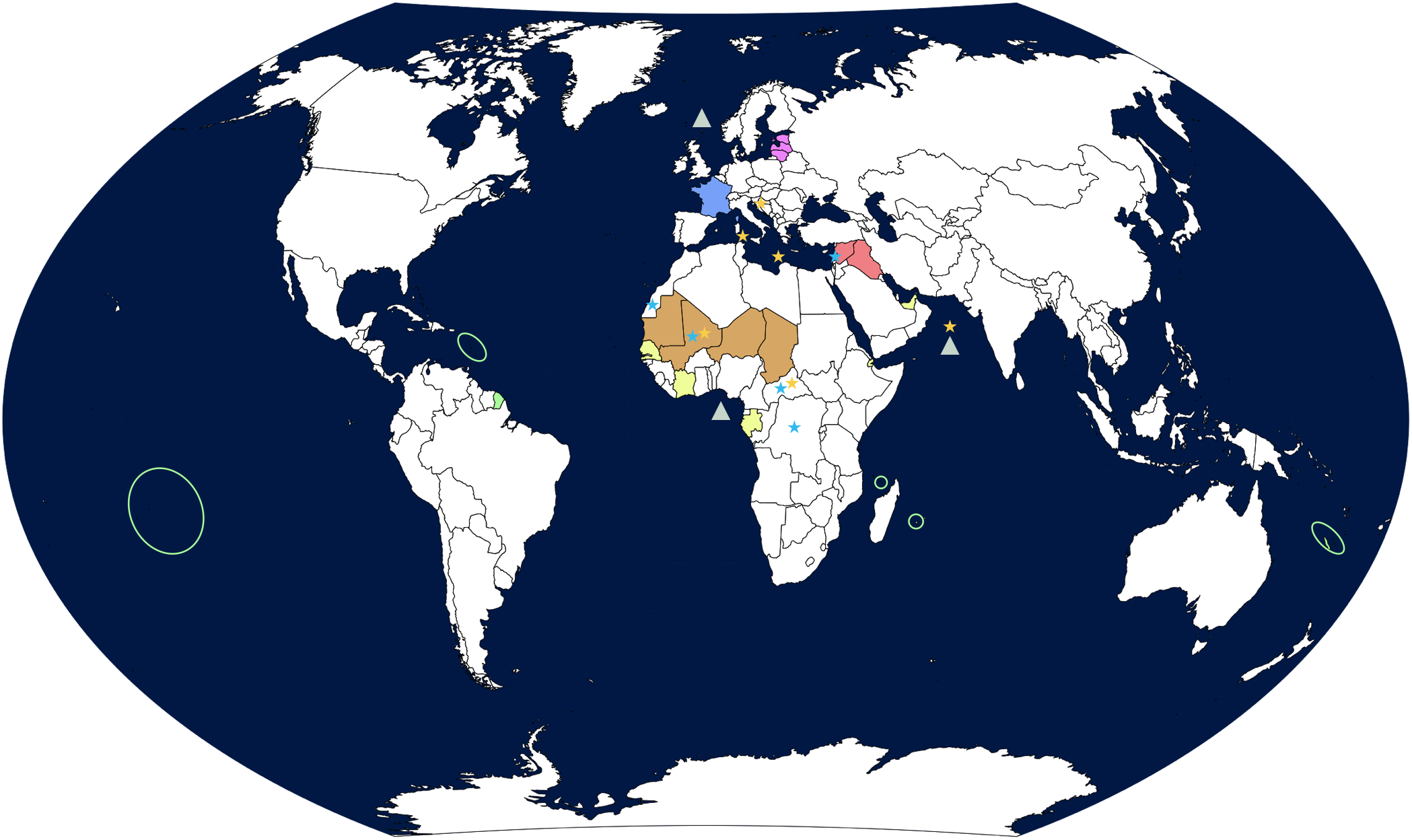
DÉPLOIEMENTS OPÉRATIONNELS DES FORCES ARMÉES FRANÇAISES EN 2021
Territoire National (13000)
Forces de Souveraineté (7150) : Guyane (2100) / Mayotte/La Réunion (1700) / Nouvelle-Calédonie (1450) / Antilles (1000) / Polynésie française (900) mention de Saint-Pierre-et-Miquelon absente de la légende et de la carte
Forces de Présence (3750) : Djibouti (1450) / Côte d'Ivoire (950) / Émirats Arabes Unis (650) / Sénégal (350) / Gabon (350)
Opération BARKHANE (5100) : Mauritanie / Mali / Burkina Faso / Niger / Tchad
Opération CHAMMAL (600) : Syrie / Irak
Engagement sous l'OTAN (400) : Estonie / Lettonie / Lituanie
Engagement Français sous l'ONU (740)
Engagement Français sous l'UE (150)
Missions Maritimes (4050)

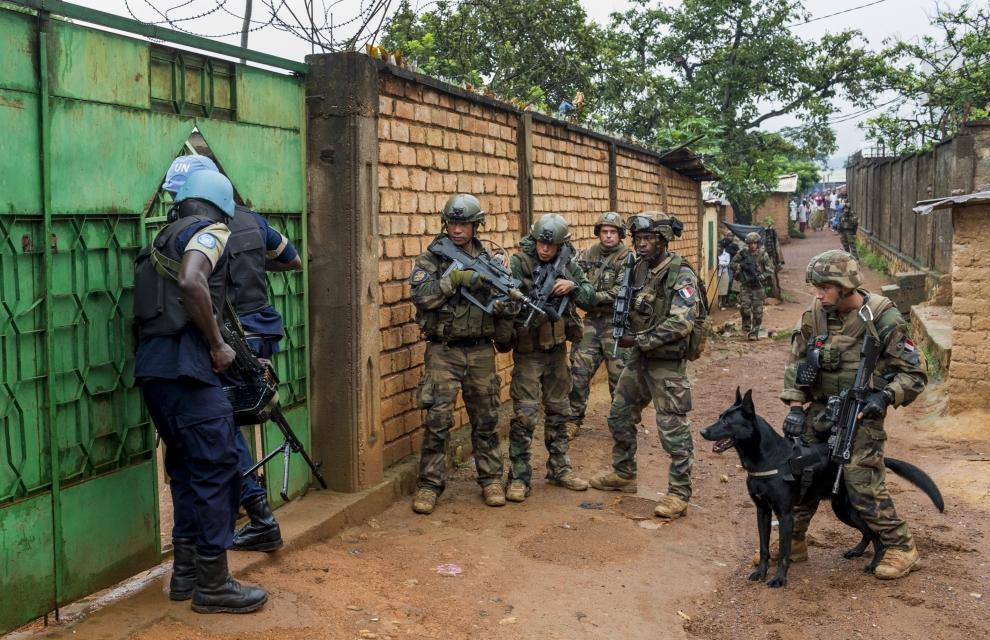
Équipe cynophile du 132e bataillon cynophile intégrée dans un groupe de combat en appui à la Mission multidimensionnelle intégrée des Nations unies pour la stabilisation en Centrafrique en 2014.

Les forces armées françaises déployées dans le monde sont les détachements de l'armée française localisés dans et hors de la France métropolitaine (territoire européen de la France). En 2024, entre 6 000 et 10 000 militaires assurent la sécurité du territoire national et de ses installations stratégiques. Hors métropole, environ 8 350 militaires français sont déployés au sein des forces de souveraineté, dans les départements et régions d'outre-mer et collectivités d'outre-mer (DROM-COM), tandis que 3 750 le sont au sein des forces prépositionnées, dans quatre pays d'Afrique et aux Émirats arabes unis. De plus, 600 soldats sont engagés dans l'opération Chammal en Irak, tandis qu'au Sahel, environ 1 000 militaires constituent les éléments français au Tchad. Enfin, environ 3 350 militaires sont déployés dans des forces internationales, 750 soldats sous mandat de l'ONU, 600 pour l'Union européenne et plus de 2 000 dans l'OTAN.
En ajoutant aux opération extérieure (OPEX) et aux forces du territoire national celles dites de « présence » et de « souveraineté » stationnées dans la France d'outre-mer, ainsi que les missions récurrentes (3 500 militaires), on obtient un effectif de plus de 30 000 soldats déployés dans le monde.
Marie Récalde et Alain Marty, députés membres de la Commission de la Défense nationale et des Forces armées à l'Assemblée nationale, traitent plus spécifiquement dans un rapport de 2015 du maintien en condition opérationnelle (MCO) et des OPEX ,,,.
Ces chiffres ne prennent pas en compte l'effectif total des Forces armées, qui est d'environ 270 000 militaires, ni celui de la Marine nationale dont les bâtiments patrouillent en permanence sur toutes les mers du globe.

## Historique
Au début d'octobre 2011, on recense 229 opérations extérieures depuis 1963 et la fin de la guerre d'Algérie ; 616 militaires y sont morts au service de la France. Le nombre de soldats prépositionnés en Afrique était de 20 000 en 1970, contre 6 000 en 2022.
Depuis le 1er mai 2022, la France est nation-cadre du bataillon multinational déployé en Roumanie, à Cincu. Fort de plus de 1 000 soldats, dont 700 de l’armée de Terre, ce bataillon comprend un état-major tactique, un escadron de chars Leclerc, une compagnie d’infanterie VBCI, une compagnie de combat du génie, une batterie d’artillerie mixte (LRU, CAESAR, mortiers 120mm) et un train de combat n°2. Il est renforcé d’une compagnie belge d’infanterie mécanisée sur Piranha et d’une section luxembourgeoise de reconnaissance.
En 2024, L’armée française se dotée d’un commandement pour l’Afrique, avec une présence la  d’une centaine de militaires au Gabon contre 350 précédemment, une centaine au Sénégal contre 350 précédemment, une centaine en Côte d’Ivoire 600 précédemment, et environ trois cent au Tchad contre 1 000 précédemment.

## Autres présences et actions ponctuelles

### Birmanie
À la suite du cyclone Nargis en 2008, le BPC Mistral fut envoyé sur place pour acheminer du matériel humanitaire.

### Géorgie
Des Airbus A-340 de l'armée de l'air ont effectué plusieurs rotations entre Paris et Tbilissi pour y acheminer de l'aide humanitaire à la suite de la guerre d'Ossétie du Sud de 2008.

### Islande
De mai à fin juin 2008, quatre Mirage 2000-5 du groupe de chasse 1/2 « Cigognes » de la base aérienne 102 de Dijon se sont posés sur l’aéroport international de Keflavík en Islande pour assurer la sécurité aérienne de l'île.
Cette opération est baptisée « Air Islande 2008 ».
Historiquement, les États-Unis assuraient la défense de leur espace aérien dans le cadre d’un accord bilatéral datant de 1951. À la suite du retrait des forces américaines en septembre 2006, l’Islande a sollicité l’OTAN pour assurer la mission de police du ciel au-dessus de son territoire.

### Liban
Sous mandat de l'ONU, participation à la FINUL, jusqu'à 2 000 militaires français depuis 1984 au Liban. En 2017, l'effectif est de 653.

Il y a eu aussi l'opération Amitié, une opération militaire ponctuelle d'assistance, à la suite des explosions au port de Beyrouth, qui se déroule du 4 août au 23 septembre 2020. Elle comprend environ 750 militaires français dont 68 pompiers.

### Pakistan
Quatre-vingts militaires ont été déployés au Pakistan à la suite du séisme du 8 octobre 2005.

### Pays baltes
Depuis 2010 et dans le cadre de la mission Baltic Air Policing, la France prend part à la sûreté de l'espace aérien à la frontière orientale de l'OTAN au dessus des pays baltes (Estonie, Lettonie, Lituanie) ; la première rotation est assurée par 4 Mirage 2000 C RDI de l'escadron de chasse 01.012 Cambrésis de la base aérienne 103 de Cambrai.
Depuis 2017, des forces françaises sont également présentes par rotation en Estonie dans le cadre de la Présence avancée renforcée de l'OTAN en Europe de l'Est.